# Кубок світу з біатлону 2012—2013 — етап 8
Восьмий етап Кубка світу з біатлону 2012—13 відбувся в Сочі, Росія, з 4 по 10 березня 2013 року. У програмі етапу було проведення 6 гонок: індивідуальної гонки, спринту у чоловіків та жінок, а також чоловічої та жіночої естафет.

## Гонки
Розклад гонок наведено нижче.
| Дата       | Час       | Гонка                               |
| ---------- | --------- | ----------------------------------- |
| 7 березня  | 12:15 CET | Жінки, індивідуальна гонка 15 км    |
| 7 березня  | 15:30 CET | Чоловіки, індивідуальна гонка 20 км |
| 9 березня  | 13:00 CET | Чоловіки, спринт 10 км              |
| 9 березня  | 16:00 CET | Жінки, спринт 7,5 км                |
| 10 березня | 12:30 CET | Чоловіки, естафета 4x7,5 км         |
| 10 березня | 15:30 CET | Жінки, естафета 4x6 км              |

## Чоловіки

### Призери
| Гонка:                                                                       | Золото:                                                            | Час                                           | Срібло:                                                             | Час                                                       | Бронза:                                                      | Час                                           |
| Індивідуальна 20 км Протокол [Архівовано 9 березня 2013 у Wayback Machine.]  | Мартен Фуркад Франція                                              | 49:40.6 (1+0+0+0)                             | Андреас Бірнбахер Німеччина                                         | 49:47.5 (0+0+0+0)                                         | Сергій Семенов Україна                                       | 50:12.5 (0+0+0+0)                             |
| Спринт 10 км Протокол [Архівовано 12 березня 2013 у Wayback Machine.]        | Мартен Фуркад Франція                                              | 25:17.3 (0+0)                                 | Євген Устюгов Росія                                                 | 25:59.6 (0+1)                                             | Генрік л'Абе-Лунд Норвегія                                   | 26:08.3 (0+0)                                 |
| Естафета 4 x 7,5 км Протокол [Архівовано 12 березня 2013 у Wayback Machine.] | Росія Антон Шипулін Олександр Логінов Дмитро Малишко Євген Устюгов | 1:09:50.8 (0+1) (0+1) (1+3) (0+1) (0+0) (0+0) | Німеччина Ерік Лессер Андреас Бірнбахер Арнд Пайффер Бенедикт Долль | 1:10:29.1 (0+3) (0+0) (0+1) (0+0) (0+0) (0+1) (0+2) (0+3) | Чехія Міхал Шлезінгр Ярослав Соукуп Віт Янов Ондрей Моравець | 1:10:33.7 (0+2) (0+2) (0+3) (0+1) (0+0) (0+1) |

## Жінки

### Призери
| Гонка:                                                                      | Золото:                                                                     | Час                                                       | Срібло:                                                           | Час                                           | Бронза:                                                            | Час                                                       |
| Індивідуальна 15 км Протокол [Архівовано 9 березня 2013 у Wayback Machine.] | Дарія Домрачова Білорусь                                                    | 45:45.2 (0+0+0+2)                                         | Ольга Зайцева Росія                                               | 46:19.8 (0+0+0+0)                             | Тура Бергер Норвегія                                               | 46:32.0 (0+1+0+0)                                         |
| Спринт 7,5 км Протокол [Архівовано 12 березня 2013 у Wayback Machine.]      | Магдалена Гвіздон Польща                                                    | 25:28.7 (0+0)                                             | Анастасія Кузьміна Словаччина                                     | 25:38.9 (1+0)                                 | Тура Бергер Норвегія                                               | 25:42.4 (0+1)                                             |
| Естафета 2 x 6 км Протокол [Архівовано 12 березня 2013 у Wayback Machine.]  | Німеччина Андреа Генкель Еві Захенбахер-Штеле Міріам Гесснер Лаура Дальмаєр | 1:09:27.1 (0+1) (0+0) (0+0) (0+2) (0+1) (1+3) (0+0) (0+0) | Україна Юлія Джима Олена Підгрушна Валя Семеренко Марія Панфілова | 1:09:39.0 (0+0) (0+1) (0+1) (0+2) (0+0) (0+1) | Норвегія Гілде Фенне Тіріл Екгофф Анн Крістін Флатланд Тура Бергер | 1:09:48.3 (0+1) (0+2) (0+0) (0+3) (0+1) (0+1) (0+0) (0+2) |

## Досягнення
Найкращий виступ за кар'єру
Перша гонка в Кубку світу